# Discours épidictique
Le discours épidictique (dénomination grecque) ou discours démonstratif  (dénomination latine) est un registre qui fait partie des trois genres de discours distingués par Aristote dans sa Rhétorique : délibératif, judiciaire et épidictique. Longtemps en retrait des deux autres genres, le discours épidictique connaît, sous la forme de l'éloge, un grand succès sous l'Empire romain.

## Définition
Le discours épidictique (en grec : epideiktikon, en latin demonstratiuum) loue ou blâme. Lorsqu'il loue, ce genre est aussi nommé laudatif (en grec : enkômiastikon, en latin laudatiuum) ou panégyrique (en grec : panêgurikon, en latin panegyricuum). Selon le traité Rhétorique d'Aristote, il distingue ce qui est noble de ce qui est vil, « le beau et le laid moral ». Il se déploie essentiellement au présent, même si les faits exposés sont au passé, dans un éloge funèbre, par exemple. Il recourt fréquemment à l'amplification et l'on peut notamment le trouver dans le "portrait".
Parfois au détriment de la vérité et de l'objectivité, le registre épidictique concerne les objets les plus divers : personne, cité, dieu, animal ou objet inanimé, sujets qui déterminent sa composition.
Il est souvent présent dans les portraits, donnant lieu à une idéalisation du modèle ou à sa caricature.

## Historique
Le genre épidictique est théorisé par Aristote[réf. nécessaire], et abondamment illustré par Isocrate, mais il reste en retrait pendant les périodes de la Grèce classique et hellénistique, et sous la République romaine, au profit des genres judiciaire et délibératif, plus employés. Aux Ier et IIe siècles sous le principat, le genre épidictique, exprimé en prose, connait un développement important. Les traités attribués à Ménandre le Rhéteur datant du milieu du IIIe siècle s'appuient sur les expériences pratiques et les modèles classiques de rhétorique et formalisent l'enseignement de ce genre pour l'éloge en fournissant de nombreux plans-types pour chaque type de circonstance. L'éloge est alors dans la société impériale un rite officiel important, affirmation du soutien et de l'adhésion aux valeurs morales, politiques et religieuses en place, exprimés par un orateur représentant d'un groupe social. 
Un certain nombre d'éloges ont été conservés jusqu'à l'époque moderne, comme le Panégyrique de Trajan de Pline le Jeune, d'environ quatre heures de prononciation et le recueil de Panégyriques latins. L'épigraphie latine fournit un exemple plus modeste, avec l'éloge funèbre (laudatio) dédié à une matrone par son époux.
Sous le Bas-Empire, le discours épidictique se rapproche de la poésie et privilégie la forme versifiée, tout en conservant sa structure et ses topoi.

## Les procédés récurrents
Le plan-type du discours épidictique suit de façon plus simple le plan de discours préconisé par les manuels rhétoriques : exorde, corps, péroraison. Le corps du discours d'éloge adressé à l'empereur pouvait traiter des rubriques suivantes (dites lieux communs ou topoï) :
- sa patrie
- sa famille
- les circonstances de sa naissance
- sa nature, c'est-à-dire ses qualités physiques, à la naissance ou adulte
- sa nourriture, c'est-à-dire la manière dont il a été élevé dans son enfance
- son éducation
- sa manière d'être, c'est-à-dire les qualités de caractère manifestées dans sa jeunesse
- ses actions, à la guerre puis dans la paix, avec l'illustration de ses qualités vertueuses de courage, de justice, de tempérance et d'intelligence (au sens de prudence)
- sa fortune, au sens de sa chance dans ses actions
- sa mort, pour un éloge funèbre